# Betty Boop
Betty Boop este un personaj de desen animat creat de Max Fleischer cu ajutorul unor animatori precum Grim Natwick. A apărut inițial în serialele de animație Talkartoon și Betty Boop, produse de Fleischer Studios și lansate de Paramount Pictures. A apărut în 90 de desene animate între 1930 și 1939. De asemenea, a fost prezentă în benzi desenate. 
O caricatură a unei adolescente aparținând Jazz Age, Betty Boop a fost descrisă în 1934: „combină aspectul copilăresc cu unul sofisticat, cu o față rotundă de bebeluș cu ochi mari și un nas ca un buton, încadrată într-o coafură oarecum îngrijită, cu un corp foarte mic, dar care poate fi caracteristica ei de bază”. Deși nesupunerea ei a fost nuanțată la mijlocul anilor 1930, ca urmare a Codului Hays (pentru a părea mai decentă), Betty Boop a devenit unul dintre cele mai cunoscute și populare personaje de desene animate din lume. 
Melodia „Don't Take My Boo-oop-a-doop Away” a fost compusă în 1931 de Sammy Lerner și Sammy Timberg pentru scurtmetrajul Musical Justice. Cântecul a devenit rapid celebru și este asociat personajului Betty Boop.